# Liubov Ovcharova
Liubov Ovcharova –en ruso, Любовь Овчарова– (Beloréchensk, 23 de octubre de 1995) es una deportista rusa que compite en lucha libre.
Ganó una medalla de plata en el Campeonato Mundial de Lucha de 2019 y dos medallas en el Campeonato Europeo de Lucha, oro en 2017 y bronce en 2020.

## Palmarés internacional
| Campeonato Mundial | Campeonato Mundial     | Campeonato Mundial | Campeonato Mundial |
| Año                | Lugar                  | Medalla            | Categoría          |
| ------------------ | ---------------------- | ------------------ | ------------------ |
| 2019               | Nursultán (Kazajistán) | Medalla de plata   | 59 kg              |
| Campeonato Europeo |                        |                    |                    |
| Año                | Lugar                  | Medalla            | Categoría          |
| 2017               | Novi Sad (Serbia)      | Medalla de oro     | 60 kg              |
| 2020               | Roma (Italia)          | Medalla de plata   | 59 kg              |